# Asienspiele 2010/Squash
Bei den Asienspielen 2010 in der chinesischen Metropole Guangzhou fanden vom 18. bis 25. November vier Wettbewerbe im Squash statt. Austragungsort war das Asian Games Town Gymnasium.

## Einzel

### Herren
| Platz | Land            | Sportler                   |
| ----- | --------------- | -------------------------- |
| 1     | Malaysia        | Mohd Azlan Iskandar        |
| 2     | Pakistan        | Aamir Atlas Khan           |
| 3     | Malaysia Indien | Ong Beng Hee Saurav Ghosal |

### Damen
| Platz | Land              | Sportlerin             |
| ----- | ----------------- | ---------------------- |
| 1     | Malaysia          | Nicol David            |
| 2     | Hongkong          | Annie Au               |
| 3     | Hongkong Malaysia | Joey Chan Low Wee Wern |

## Mannschaft

### Herren
| Platz | Land            | Sportler                                                                                              |
| ----- | --------------- | --- |
| 1     | Pakistan        | Aamir Atlas Khan Farhan Mehboob Yasir Butt Danish Atlas Khan                                          |
| 2     | Malaysia        | Mohd Azlan Iskandar Ong Beng Hee Mohd Nafiizwan Adnan Ivan Yuen                                       |
| 3     | Indien Hongkong | Harinder Pal Sandhu Sandeep Jangra Saurav Ghosal Siddharth Suchde Dick Lau Max Lee Anson Kwong Leo Au |

### Damen
| Platz | Land            | Sportlerinnen                                                                                      |
| ----- | --------------- | -------------------------------------------------------------------------------------------------- |
| 1     | Malaysia        | Nicol David Sharon Wee Delia Arnold Low Wee Wern                                                   |
| 2     | Hongkong        | Joey Chan Annie Au Rebecca Chiu Liu Tsz-Ling                                                       |
| 3     | Indien Südkorea | Anaka Alankamony Anwesha Reddy Dipika Pallikal Joshana Chinappa Park Eun-ok Song Sun-mi Kim Ga-hye |

## Medaillenspiegel
| Platz | Land     | Gold | Silber | Bronze | Gesamt |
| ----- | -------- | ---- | ------ | ------ | ------ |
| 1     | Malaysia | 3    | 1      | 2      | 6      |
| 2     | Pakistan | 1    | 1      | −      | 2      |
| 3     | Hongkong | −    | 2      | 2      | 4      |
| 4     | Indien   | −    | −      | 3      | 3      |
| 5     | Südkorea | −    | −      | 1      | 1      |